# Tenofovir desoproxila
Tenofovir desoproxila (nome comercial: Viread) é um medicamento inibidor de transcriptase reversa (ITR) análogo de nucleotídeo, utilizado no coquetel anti-HIV e disponível gratuitamente no Brasil. Seu uso foi aprovado pela FDA, nos Estados Unidos, em 26 de outubro de 2001.

## Testes
Em março de 2005, os testes clínicos com o tenofovir,  conduzidos pela associação Family Health International, sob a responsabilidade do laboratório norte-americano Gilead Sciences, foram suspensos na Nigéria, em razão de graves problemas éticos e de segurança dos pacientes. As experiências, financiadas pelo governo dos Estados Unidos e pela Fundação Bill e Melinda Gates, foram interrompidas em Camarões (em fevereiro de 2005) e no Camboja (em agosto de 2004), mas tiveram prosseguimento na Tailândia, em Botsuana, Malavi, Gana e nos Estados Unidos.

## Guerra de Patente
Em abril de 2008, o Brasil classificou o medicamento como de interesse público, para evitar a concessão da patente ao laboratório Gilead Sciences.